# 本座栄一
本座 栄一（ほんざ えいいち、1938年6月2日 — 2012年6月23日）は、日本の海洋地質学者。

## 経歴
- 1962年3月：東京大学理学部地学科地質鉱物学課程卒業、東京大学大学院数物系研究科地質学課程修士課程入学。
- 1964年3月：同上修了、同博士課程進学。
- 1964年6月：東京大学海洋研究所（現：大気海洋研究所）助手。
- 1974年4月：工業技術院地質調査所（現：産業技術総合研究所地質調査総合センター）主任研究官。
- 1982年3月：東京大学より理学博士の学位を取得。論文表題は「日本海溝における沈み込み帯と海溝付加帯に関する研究」。
- 1989年4月：地質調査所地殻物理部長に昇任。
- 1991年10月：同上燃料資源部長。
- 1995年3月：新技術事業団に出向。
- 1997年10月：熊本大学理学部・大学院自然科学研究科教授。
- 2004年3月：同上退職。

この間、総理府科学技術会議専門委員・通商産業省石油審議会専門委員・通商産業省千葉天然ガス技術委員会委員および新潟天然ガス技術委員会委員・京葉天然ガス協議会環境委員会生産部会学識者検討会委員長などを歴任。

## 研究業績
東京大学海洋研究所と地質調査所において、長年にわたり日本周辺海域の系統的な海洋地質調査を実施し、海洋地質図の作成を通じての海底下の地質状況の正確な把握に貢献した。特に日本初の海洋地質調査専用船「白嶺丸」の建造から就航に至る過程に関わり、日本の海洋地質学黎明期におけるリーダーとも称される。また、1992年にアジアで初めて行われた京都での第29 回IGC（万国地質学会議）開催にあたり、1989年から1993年まで、その準備から後処理までの全体の責任者である事務局長を務め、その成功に大きく貢献したことでも知られる。

## 受賞歴
- 1971年：松永研究奨励賞受賞。
- 2008年：瑞宝小綬章受章。

## エピソード
熊本大学退職後に小説を書き、第8回（平成20年）歴史浪漫文学賞創作部門優秀賞という文学賞を受賞し、「伊坊榮一（いぼうえいいち）」のペンネームで郁朋社から小説「西海のうねり」として出版した。